# Martin Schubarth
Martin Schubarth, né 9 juin 1942 à Bâle (originaire de la même ville), est un juriste suisse et ancien juge au Tribunal fédéral.

## Biographie

### Jeunesse et formation
Martin Schubarth étudie le droit à l'Université de Bâle de 1961 à 1965. En 1968, il obtient son brevet d'avocat à Bâle. Dès l'année suivante, il exerce toujours dans la même ville. Il présente sa dissertation en droit pénal (sur les infractions d'appropriation) en 1968. Entre 1976 et 1980, il enseigne en tant que professeur ordinaire à l'université de Bonn, puis de 1980 à 1983 à l'université de Hanovre. Il est contributeur de 1982 à 2007 dans le Commentaire bâlois en droit pénal.
Au niveau politique, Martin Schubarth s'engage au Parti socialiste à Bâle. En 1976, il est élu au Grand Conseil du canton de Bâle-Ville.

### Élection au Tribunal fédéral
En 1982, Martin Schubarth est proposé par le groupe socialiste aux chambres fédérales pour le poste de juge fédéral. Il siège à Mon-Repos jusqu'en 2004 ; il préside la plus haute juridiction judiciaire suisse en l'an 2000 et en 2001.

### Affaire «du crachat»
Au cours de l'année 2003, le juge Schubarth, alors président de la Cour de cassation pénale, est au centre de l'affaire dite « du crachat ».
Le 11 février 2003, vers 8 h 15, le chroniqueur judiciaire de la Neue Zürcher Zeitung, Markus Felber, discute avec un greffier de la Cour de cassation pénale à l'entrée principale du siège du Tribunal fédéral. Ils franchissent ensemble la porte d'entrée et conversent au pied de l'escalier. Le juge Schubarth entre à son tour par la porte principale, voit Felber et lui crache dessus, mais atteint seulement le greffier de sa Cour. À la suite de la tentative ratée, Schubarth monte les escaliers sans dire un mot pour joindre son bureau. La presse se fait l'écho de l'incident les jours qui suivent,,,,.
Le Tribunal fédéral, en formation de Cour plénière, se réunit le 19 février 2003, pour considérer l'affaire. La Cour plénière décide, à l'unanimité moins deux abstentions, de retirer au juge Schubarth toutes ses tâches jurisprudentielles (c'est-à-dire qu'il ne peut plus participer à la prise de jugement du Tribunal fédéral) et l'invite à présenter sa démission. Les commissions de gestion du Conseil national et du Conseil des États ouvrent une enquête pour éclaircir les circonstances de l'affaire et publient un rapport en octobre 2003.
Selon le Tages-Anzeiger, l'affaire est due à la remise en question de l'indépendance du juge Schubarth dans certains des articles écrits par Felber et à l'utilisation du mot perfid (« perfide » en allemand) dans certains de ceux-ci. Selon le rapport des Commissions de gestion, le litige porte aussi sur les pratiques d'anonymisation du Tribunal fédéral lors de certaines affaires sensibles (en particulier celles de corruption) dans lesquelles Schubarth est appelé à juger. Un autre élément est le traitement que Felber réserve à Schubarth lors de sa réélection en 2002.
Martin Schubarth finit par présenter sa démission le 4 octobre 2003, avec effet au 30 juin 2004.